# Karl J. Dierkes

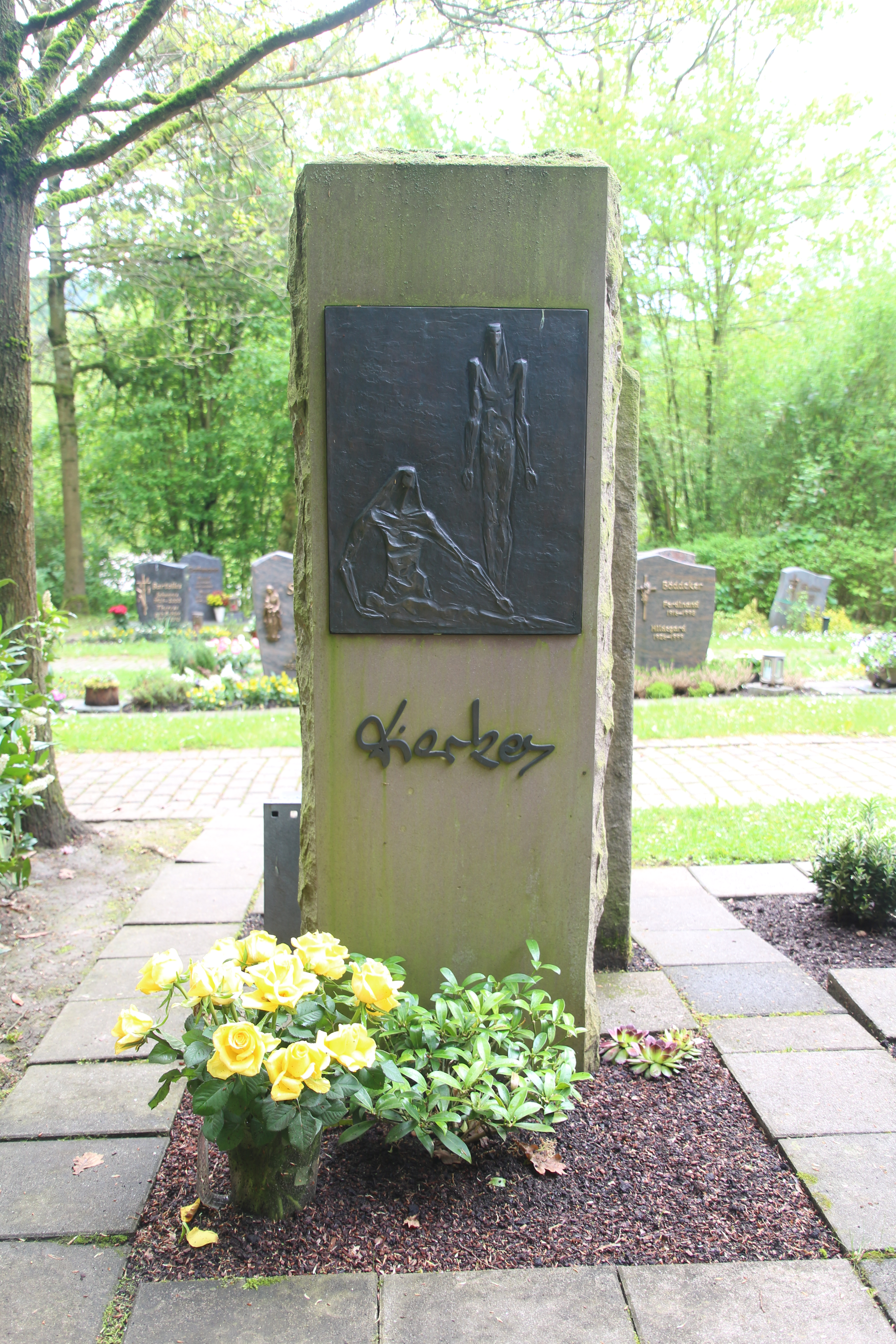
Grab von Karl J. Dierkes in Dalhausen

Karl Josef Dierkes (* 1924 in Dalhausen; † 2008 ebenda) war ein deutscher Bildhauer und Philosoph.

## Leben
Er wurde als Sohn eines Korbmachers und einer Sängerin aus Berlin geboren.
1942 wird er zum Kriegsdienst eingezogen und verliert im Zweiten Weltkrieg durch eine Verwundung an der Ostfront in Russland ein Bein. Nach einem Studium zum Bildhauer-Studium bei Hans Martin Ruwoldt in Hamburg und einigen Jahren in der Darmstädter Künstlerkolonie kehrte er 1960 nach Dalhausen bei Beverungen zurück und errichtet auf einem Grundstück seines Vaters im Hellweg 10 ein Haus mit einem Atelier. 1994 drehte Wolfgang Brosche ein Porträt Dierkes für den Westdeutschen Rundfunk.
In den letzten Lebensjahren malte Dierkes Aquarelle und schrieb lyrische Kurzgedichte, die an japanische Haiku erinnern. Er war verheiratet mit Ingrid Dierkes.

## Werke (Auswahl)

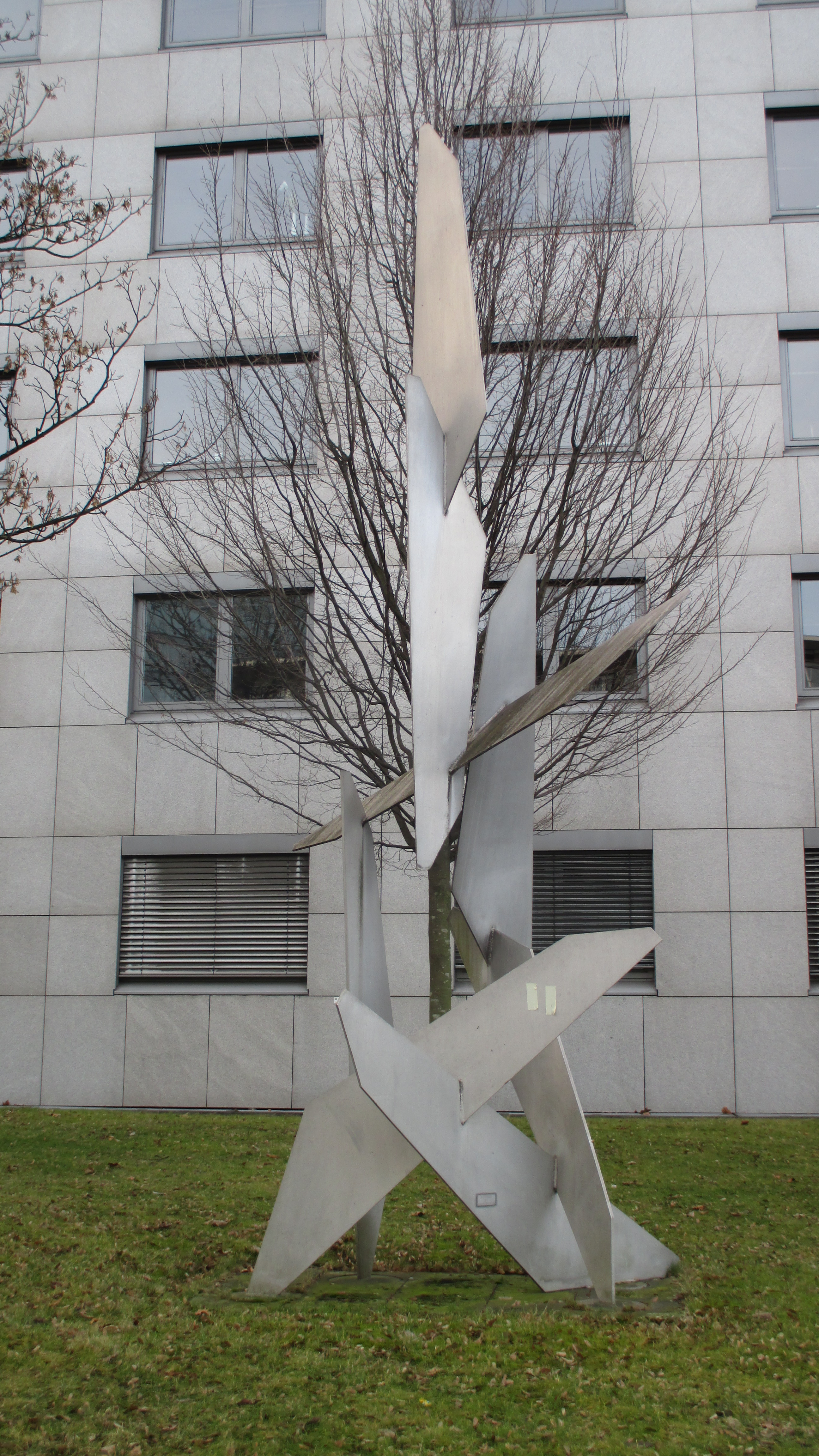
Freiplastik I/G9

- Freiplastik I/G9 (1969), poliertes Alublech auf Beton, Ruhrallee, Ecke Südwall in Dortmund
- „KlangStelenKlan“ (Klangobjekt; Klangpfad, Park Schönfeld, Kassel)
- Großplastik vor der Arbeitsagentur für Arbeit in Paderborn
- „Wächter“ vor dem Forum Jacob Pins sowie vor der Hoffmann-von-Fallersleben-Schule in Höxter
- die „Große Urform“ vor dem Regierungspräsidium Detmold
- das Bronzerelief „Überwindung des Todes“ im Friedgarten des Schlosses Corvey
- „Großer Kopf“, eine Bronzeskulptur in einer amorphen Form, 23 cm hoch um 1986, gegossen in acht Exemplaren, davon eines im Besitz der Sparkasse Paderborn
- "Fünfstelen-Brunnen", Bronze, 1970, in Bad Pyrmont

## Ausstellungen
- Karl J Dierkes – Bronzen. Kulturkreis Höxter-Corvey/Museum Schloss Corvey 11. Mai–31. Oktober 1986.
- Karl J Dierkes – Bronzen 1951–1995. Kulturkreis Höxter Corvey/Museum Schloss Corvey 1995.

## Veröffentlichungen
- Archaica. Faksimiledruck in der Handschrift des Autors. Selbstverlag, 1996.
- Aufzeichnungen. Selbstverlag, 2002.
- Schrei des Adlers. Werden – Bewußt – Sein. Versuch einer Autobiographie in Sentenzen. Selbstverlag, 2003.
- Jenseits der Horizonte. Beverungen o. J.

## Würdigung
Das Werk von Karl J. Dierkes begann, so Dankmar Trier, zunächst "mit formreduzierten weiblichen Akten und Torsi, die er bis Ende der 50er Jahre zur Abstraktion in kurvenreichen, fließenden Formen führt. In den 60er Jahren erweitert er das monumentaler werdende Oeuvre um stelenhafte Skulpturen und die Vertikale betonende Reliefs, die überwiegend weich modellierte anthropomorphe oder analytisch-kubische Formen aufweisen. Um 1970 auch scharfkantig-geometrisierende Konstruktionen."